# Lily Potter
Lily Potter (născută Evans) este un personaj fictiv din seria de cărți Harry Potter, scrisă de J.K. Rowling. Lily este mama personajului principal al cărții, Harry Potter. A decedat când fiul său avea doar un an, în urma confruntării cu Lordul Cap-de-Mort. Sora ei este mătușa Petunia. Severus Plesneală (Profesorul Snape) a urmărit-o când era mai mic, și i-a spus că este vrăjitoare. Cei doi s-au dus împreună la Hogwarts, dar au fost repartizați la case diferite. Severus (cum îi spunea Lily, Sev) a fost repartizat la Viperini (Slytherins) iar Lily la Cercetași (Gryffindors). În tren, Lily stătea în compartimentul cu James Potter și Sirius Black, cu fața lipită de geam.Apoi intra si Severus Snape.El îi spune lui Lily ca spera ca și ea sa fie repartizată in casa Slytherin.James Potter îl întreaba de ce și-ar dori cineva sa fie repertizat acolo,Snape îl întreba la randul lui în ce casa își dorește el sa fie pus.James raspunde că ar vrea sa fie repartizat in casa Gryffindor(spune acestea imitând pe cineva care se lupta cu o sabie).Sirius spune că toata familia sa fusese repartizată in casa Slytherin, dar ca el ar vrea să fie repartizat in orice alta casa,pentru a rupe traditia.După o scurta ceartă,James îl insulta pe Snape,moment in care Lily se ridică și pleacă din acel compartiment trăgandu-l pe Snape după ea.Într-o zi, când aceasta a vrut să-i ia apărarea lui Severus (James făcea mereu vrăji pe el), el a făcut-o Sânge-Mal (insultă gravă adresată vrăjitorilor născuți din părinți Încuiați). Severus Snape a iubit-o întotdeauna pe Lily Potter Evans și de aceea s-a hotărât să îl ajute pe Dumbeldore în protejarea fiului său. 
Lily Potter(Evans) este un personaj foarte bine creat de către J.K Rowling, care ne arata cât de puternică și plină de viață a fost aceasta. Lily a dovedit cât de multe poate face iubirea.Din inima ei, nu a lipsit niciodată. 
Pentru și mai multe informații, citiți cartea Harry Potter și Talismanele Morții, dar mai întâi se recomandă citirea celorlalte volume. Veți descoperi o poveste minunată. 